# Посёлок Подольской машинно-испытательной станции
Подольской машинно-испытательной станции (МИС) — посёлок в Подольском районе Московской области России. Входит в состав сельского поселения Лаговское (до середины 2000-х — Сынковский сельский округ).
Подольская машиноиспытательная станция была создана в 1949 году. Специализируется на испытаниях машин для животноводства и кормопроизводства.

## Население
| 2002 | 2006  | 2010  |
| ---- | ----- | ----- |
| 1704 | ↗1776 | ↗1930 |

Согласно Всероссийской переписи, в 2002 году в посёлке проживало 1704 человека (745 мужчин и 959 женщин); преобладающая национальность — русские (96 %).

## Расположение
Посёлок Подольской машинно-испытательной станции расположен примерно в 10 км к югу от центра города Подольска. На северо-западе граничит с Климовском. В 2 км северо-западнее посёлка расположена железнодорожная станция Гривно Курского направления МЖД, от которой ходят автобусы № 38, 41 и 4 . Ближайшие сельские населённые пункты — деревни Мотовилово, Гривно, Сынково.

## Образование
В посёлке расположена средняя общеобразовательная школа и детский сад, спортивный комплекс.

## Улицы
В посёлке расположены следующие улицы:
- Улица Академика Горячкина
- Лесная улица
- Молодёжная улица
- Новая улица
- Промышленная улица
- Улица Строителей